# Heal (Album)
Heal ist das Debütalbum der schwedischen Sängerin Loreen, das im Oktober 2012 erschien. Es beinhaltet mit Euphoria unter anderem den Siegertitel des Eurovision Song Contest 2012.

## Entstehung und Veröffentlichung
Die Erstveröffentlichung von Heal erfolgte am 22. Oktober 2012 bei Warner Music. Das Album erschien in seiner Originalausführung als CD (Katalognummer: 5053105-5275-2-6) und Download mit zwölf Titeln. Im November 2012 erschien in Japan eine Deluxeversion mit drei zusärtlichen Versionen des ESC-Siegertitels Euphoria (Katalognummer: WPCR-14683). Am 31. Mai 2013 erschien eine Neuauflage des Originalalbums, die um den Titel We Got the Power erweitert wurde.
Geschrieben und produziert wurden die Lieder von verschiedenen Autoren und Musikproduzenten, darunter namhafte wie Espen Berg. Loreen selbst war beim Schreibprozess von sieben Liedern beteiligt.

## Titelliste
1. In My Head – 4:23
2. My Heart Is Refusing Me – 3:41
3. Everytime – 4:54
4. Euphoria – 3:31
5. Crying Out Your Name – 3:37
6. Do We Even Matter – 4:02
7. Sidewalk – 4:08
8. Sober – 3:35
9. If She’s the One – 3:59
10. Breaking Robot – 3:27
11. See You Again – 3:55
12. Heal – 4:38 (feat. Blanks)

Heal 2013 Bonustitel
1. We Got the Power – 3:27

## Singleauskopplungen

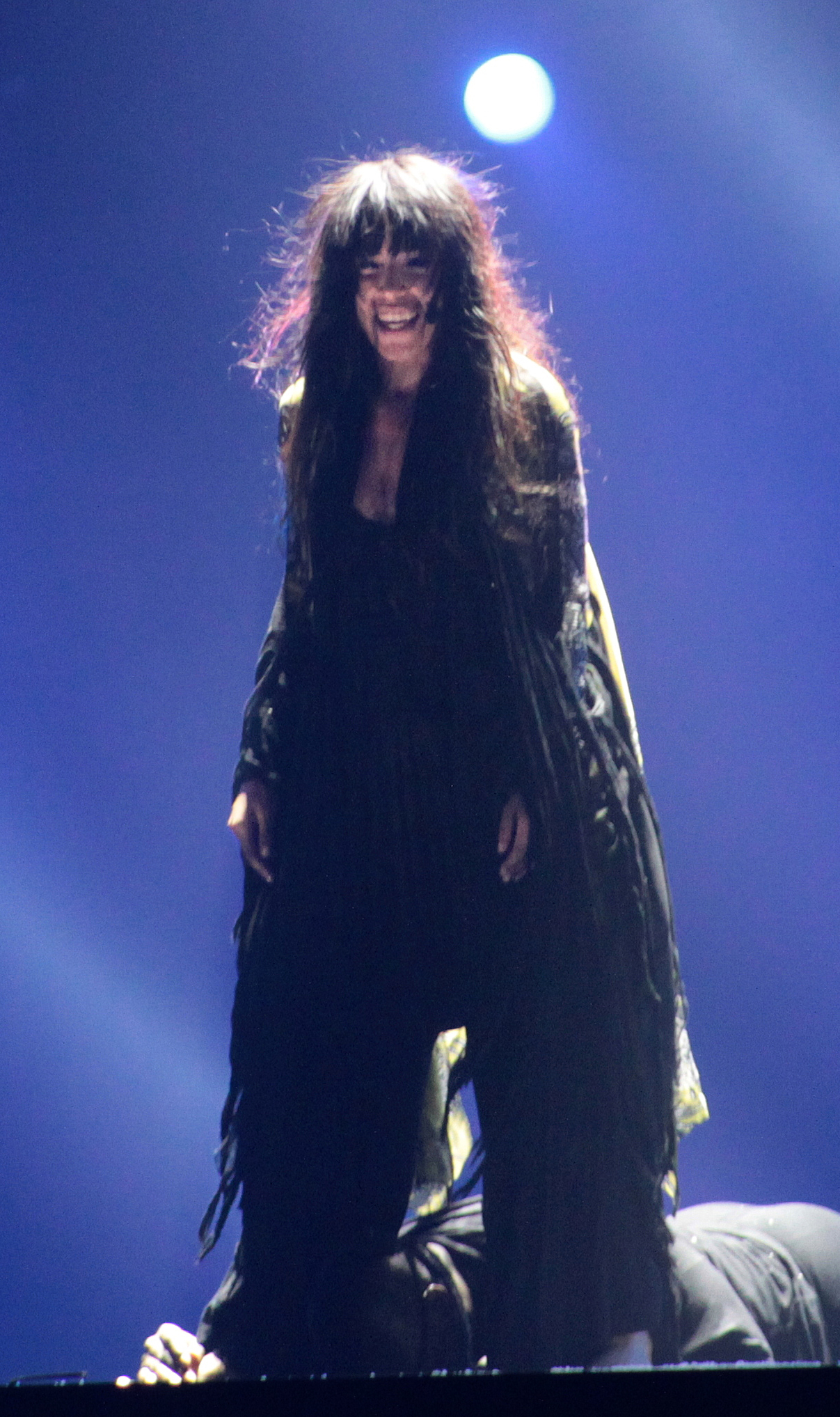
Loreen während des ESC 2012

| Jahr | Titel                   | Höchstplatzierung, Gesamtwochen, AuszeichnungChartplatzierungen (Jahr, Titel, , Platzierungen, Wochen, Auszeichnungen, Anmerkungen) | Höchstplatzierung, Gesamtwochen, AuszeichnungChartplatzierungen (Jahr, Titel, , Platzierungen, Wochen, Auszeichnungen, Anmerkungen) | Höchstplatzierung, Gesamtwochen, AuszeichnungChartplatzierungen (Jahr, Titel, , Platzierungen, Wochen, Auszeichnungen, Anmerkungen) | Höchstplatzierung, Gesamtwochen, AuszeichnungChartplatzierungen (Jahr, Titel, , Platzierungen, Wochen, Auszeichnungen, Anmerkungen) | Höchstplatzierung, Gesamtwochen, AuszeichnungChartplatzierungen (Jahr, Titel, , Platzierungen, Wochen, Auszeichnungen, Anmerkungen) | Anmerkungen                                                  |
| Jahr | Titel                   | DE | AT | CH | UK | SE | Anmerkungen                                                  |
| ---- | ----------------------- | --- | --- | --- | --- | --- | ------------------------------------------------------------ |
| 2011 | My Heart Is Refusing Me | DE41 (5 Wo.)DE | AT59 (3 Wo.)AT | CH18 (12 Wo.)CH | — | SE9 ×2Doppelplatin · (30 Wo.)SE | Erstveröffentlichung: 27. Februar 2011 Verkäufe: + 80.000    |
| 2011 | Sober                   | — | — | — | — | SE26 Platin · (5 Wo.)SE | Erstveröffentlichung: 12. September 2011 Verkäufe: + 40.000  |
| 2012 | Euphoria                | DE1 ×3Dreifachgold · (39 Wo.)DE | AT1 Platin · (35 Wo.)AT | CH1 ×2Doppelplatin · (39 Wo.)CH | UK3 Gold · (16 Wo.)UK | SE1 ×9Neunfachplatin · (45 Wo.)SE                                                                                                   | Erstveröffentlichung: 26. Februar 2012 Verkäufe: + 1.121.760 |
| 2012 | Crying Out Your Name    | — | — | — | — | SE19 (6 Wo.)SE | Erstveröffentlichung: 8. Oktober 2012                        |
| 2012 | Everytime               | — | — | — | — | — | Erstveröffentlichung: 22. Oktober 2012                       |
| 2013 | In My Head              | — | — | — | — | — | Erstveröffentlichung: 14. Februar 2013                       |
| 2013 | We Got the Power        | — | — | CH70 (1 Wo.)CH | — | SE52 Gold · (12 Wo.)SE | Erstveröffentlichung: 15. Mai 2013 Verkäufe: + 20.000        |

## Rezensionen
- David Hutzel von Laut.de schrieb, die Strukturen auf dem Album seien „immer ähnlich, auf ein Intro mit Gesang und Synth folgen Beat, zuerst dezent und dann wummernd. Rar sind die Stellen, an denen die Melancholie etwas Sphärisches und Packendes erschafft – wie im Titeltrack Heal.“ Die Seite vergab 1 von 5 Sternen.[5]
- Lea Hermann von Focus.de gab 6 von 10 Punkten. Sie kritisierte die Songs als „eintönig und einfallslos. Das Album plätschert nur so vor sich hin. Schöne Hintergrundmusik für trübe Herbsttage lässt sich auf Heal aber allemal finden.“[6]

## Kommerzieller Erfolg

### Chartplatzierungen
| ChartsChartplatzierungen     | Höchstplatzierung | Wochen |
| ---------------------------- | ----------------- | ------ |
| Deutschland (GfK)            | 16 (5 Wo.)        | 5      |
| Österreich (Ö3)              | 26 (2 Wo.)        | 2      |
| Schweden (GLF)               | 1 (19 Wo.)        | 19     |
| Schweiz (IFPI)               | 7 (12 Wo.)        | 12     |
| Vereinigtes Königreich (OCC) | 71 (1 Wo.)        | 1      |

| ChartsJahrescharts (2012) | Platzierung |
| ------------------------- | ----------- |
| Schweden (GLF)            | 14          |

### Auszeichnungen für Musikverkäufe
| Land/Region     | Auszeichnungen für Musikverkäufe (Land/Region, Auszeichnung, Verkäufe) | Verkäufe |
| --------------- | ---------------------------------------------------------------------- | -------- |
| Schweden (IFPI) | Platin                                                                 | 40.000   |
| Insgesamt       | 1× Platin ·                                                            | 40.000   |